# Martos
Martos és un municipi espanyol situat en el sud-oest de la província de Jaén, a Andalusia, a 24 km de la capital provincial.
Es considera una ciutat clau en l'Àrea metropolitana de Jaén, ja que és la segona ciutat més important d'aquesta àrea després de Jaén. La ciutat ha crescut gràcies a la indústria generada al voltant de l'empresa del sector de l'automòbil Valeo i al sector olivarer.
Els límits municipals de Martos són: al nord amb els termes de Torredonjimeno i Jamilena, a l'est amb els de Los Villares i Fuensanta de Martos, al sud amb els d'Alcaudete i Castillo de Locubín, i a l'oest amb els de Santiago de Calatrava i Almedinilla (aquest últim de Còrdova).

## Demografia
| 1998   | 1999   | 2000   | 2001   | 2002   | 2003   | 2004   | 2005   | 2006   | 2007   |
| ------ | ------ | ------ | ------ | ------ | ------ | ------ | ------ | ------ | ------ |
| 22.391 | 22.637 | 22.732 | 22.702 | 22.688 | 22.862 | 23.719 | 23.804 | 24.061 | 24.141 |